# Chronic (film)
Chronic is een Amerikaanse film uit 2015, geschreven en geregisseerd door Michel Franco. 
De film ging in première op 22 mei op het Filmfestival van Cannes waar hij in de officiële competitie de prijs voor beste scenario kreeg.

## Verhaal
David Wilson is een verpleger die terminale patiënten verpleegt. Hij is heel toegewijd en ontwikkelt tot hun dood een intieme relatie met hen. Buiten het ziekenhuis is hij echter een heel ander mens, vreemd en terughoudend. Gaandeweg wordt het duidelijk dat hij een vreselijk verleden met zich meedraagt. Het wordt voor David steeds moeilijker zich te handhaven in zijn huidige bestaan.

## Rolverdeling
| Acteur             | Personage                                  |
| ------------------ | ------------------------------------------ |
| Tim Roth           | David Wilson                               |
| Rachel Pickup      | Sarah Holt, de eerste patiënt van David    |
| Michael Cristofer  | John Sterling, de tweede patiënt van David |
| Robin Bartlett     | Martha, de derde patiënt van David         |
| Sarah Sutherland   | Nadia Wilson, de dochter van David         |
| Bitsie Tulloch     | Lidia                                      |
| David Dastmalchian | Bernard                                    |
| Nailea Norvind     | Laura, de ex-vrouw van David               |
| Tate Ellington     | Greg, de vierde patiënt van David          |
| Joe Santos         | Isaac Sr.                                  |

## Prijzen en nominaties
| jaar | prijs                   | categorie      | genomineerde(n) | uitslag  |
| ---- | ----------------------- | -------------- | --------------- | -------- |
| 2015 | Filmfestival van Cannes | Beste scenario | Michel Franco   | Gewonnen |